# Двести тысяч рублей
Две́сти ты́сяч рубле́й (бел. Дзвесце тысяч рублёў) — номинал банкноты, использовавшейся в Беларуси с 2012 по 2017 год.

## История
200 000-рублёвая банкнота в Беларуси была введена в обращение 12 марта 2012 года. Выведена из обращения 1 января 2017 года.

## Характеристика

### Лицевая сторона
На лицевой стороне изображён Могилёвский областной художественный музей имени П. В. Масленикова с подписью «МАСТАЦКІ МУЗЕЙ У МАГІЛЁВЕ». Слева и справа от изображения помещены графические знаки защиты. В верхней части поля банкноты проходит орнаментальная полоса, в которой помещена надпись «БІЛЕТ НАЦЫЯНАЛЬНАГА БАНКА РЭСПУБЛІКІ БЕЛАРУСЬ», а снизу прилегает защитный микротекст из повторяющейся аббревиатуры «НБРБ», в правой верхней части банкноты на фоне орнаментальной полосы помещена большая аббревиатура «НБРБ». Слева вертикально и справа горизонтально от центрального изображения указано цифровое обозначение номинала — «200 000», а также ниже изображения прописью «ДЗВЕСЦЕ ТЫСЯЧ РУБЛЁЎ». В нижней части проходит узорная кайма, к которой сверху прилегает микротекст из повторяющихся чисел «200 000», в правом нижнем углу банкноты внутри виньетки помещено обозначение года «2000». В правом верхнем углу размещена надпись «Старшыня Праўлення» и факсимиле подписи.

### Оборотная сторона
На оборотной стороне изображён коллаж из декоративных элементов здания музея. Расположение защитных микротекстов на этой стороне такое же, как и на лицевой стороне. В левом верхнем углу номинал указан словами «ДЗВЕСЦЕ ТЫСЯЧ РУБЛЁЎ», под центральным изображением размещено крупное число «200 000», обозначающее номинал. Серия и номер банкноты размещены внизу слева горизонтально и вверху справа вертикально. В левом верхнем углу надпись: «ПАДРОБКА БІЛЕТАЎ НАЦЫЯНАЛЬНАГА БАНКА РЭСПУБЛІКІ БЕЛАРУСЬ ПРАСЛЕДУЕЦЦА ПА ЗАКОНУ».

### Серии
Банкнота выпускалась в 16-ти сериях: БВ, БГ, БЕ, ГХ, ГЧ, ГЭ, КМ, КЛ, ТН, ТП, ТС, ХА, ХБ, ЭП, ЭС, ЭХ.